# Campionato centramericano maschile di pallacanestro 1969
Il 3º Campionato dell'America Centrale e Caraibico Maschile di Pallacanestro FIBA (noto anche come FIBA Centrobasket 1969) si è svolto dal 29 ottobre al 7 novembre 1969 a L'Avana a Cuba. Il torneo è stato vinto dalla nazionale panamense.
I FIBA Centrobasket sono una manifestazione contesa dalle squadre nazionali di Messico, Centro America e Caraibi, organizzata dalla CONCENCABA (Confederazione America Centrale e Caraibi), nell'ambito della FIBA Americas.

## Squadre partecipanti
- Cuba
- Panama
- Porto Rico
- Rep. Dominicana
- Venezuela

## Classifica finale
| Pos | Squadra | V-P |
| --- | --- | --- |
|     | PanamaAgard, Andrade, Blades, Cousins, Montalvo, Morales, Murrell, Osorio, Peart, Peralta, St. Omer, Walton, All. Carl Pirelli                                                   | 7-1 |
|     | Cuba | 6-2 |
|     | Porto Rico | 5-3 |
| 4   | Venezuela | 2-6 |
| 5   | Rep. Dominicana4 Mon Nadal, 5 Prince, 6 Abel Hasbún, 7 Tejeda, 8 Vergés, 9 Prats, 10 Kranwinkel, 11 Martínez, 12 de la Cruz, 13 Zabetta, 14 Asmar, 15 Best, All. Félix Aguasanta | 0-8 |